# Carlo Pietrangeli
Pour les articles homonymes, voir Pietrangeli.
Carlo Pietrangeli  (Rome le 20 octobre 1912 - Rome le 23 juin 1995) est  un archéologue italien et le directeur général des musées du Vatican.

## Biographie
Carlo Pietrangeli est né à Rome en 1912. Il a été diplômé de l'Université de Rome en 1934 avec un doctorat sur l'ancienne typographie.
Il a écrit plus de 500 livres et articles dont La Famille D'Auguste (1938) et les Fouilles et découvertes de l'Antiquité pendant le pontificat de Pie VI (1958) ainsi que divers volumes sur les musées de Rome.
Carlo Pietrangeli a été directeur des monuments, musées du Vatican de 1978 à 1995.
Il a supervisé la restauration des fresques de Michel Ange de la Chapelle Sixtine.

## Ouvrages
- La Famille D'Auguste (1938).
- Fouilles et découvertes de l'Antiquité pendant le pontificat de Pie VI, 1958.
- Michel Ange - La Chapelle Sixtine - La voûte restaurée - Tome 1 - Tome 2 : Rapport Sur La Restauration - Musees Du Vatican, éditeur, Citadelles & Mazenod, 1994.
- Les Peintures du Vatican, éditeur Place des Victoires, 2001,  (ISBN 2-84459-036-5) et  (EAN 9782844590367)
- AA.VV., Sancta Sanctorum. Introduction d'Angiola Maria Romanini, édition Electa, Milan 1995.
- Il Palazzo Apostolico Lateranense, éditeur Nardini, 1991  (ISBN 8840412050 et 9788840412054)